# Фабиан, Ласло (гребец)
Ласло Фабиан (венг. Fábián László; 10 июля 1936, Будапешт — 10 августа 2018) — венгерский гребец-байдарочник, выступал за сборную Венгрии в середине 1950-х — конце 1960-х годов. Чемпион летних Олимпийских игр в Мельбурне, четырёхкратный чемпион мира, семикратный чемпион Европы, победитель многих регат национального и международного значения.

## Биография
Ласло Фабиан родился 10 июля 1936 года в Будапеште. Активно заниматься греблей начал в с раннего детства, проходил подготовку в столичном спортивном клубе «Уйпешти».
Первого серьёзного успеха на взрослом международном уровне добился в 1956 году, когда попал в основной состав венгерской национальной сборной и благодаря череде удачных выступлений удостоился права защищать честь страны на летних Олимпийских играх в Мельбурне. Вместе с напарником Яношем Ураньи в двойках на десяти километрах обогнал всех своих соперников и завоевал тем самым золотую олимпийскую медаль.
После мельбурнской Олимпиады Фабиан остался в основном составе венгерской национальной сборной и продолжил принимать участие в крупнейших международных регатах. Так, в 1957 году он выступил на чемпионате Европы в бельгийском Генте, где в двойках стал чемпионом на дистанции 500 метров и серебряным призёром на дистанции 10000 метров. В следующем сезоне одержал победу на мировом первенстве в Праге, став лучшим в десятикилометровой дисциплине двухместных байдарок. В 1959 году в двойках на десяти тысячах метрах выиграл бронзовую медаль на европейском первенстве в Дуйсбурге.
На чемпионате Европы 1961 года в польской Познани трижды поднимался на пьедестал почёта, в том числе получил серебро в эстафете и золото в двойках на тысяче и десяти тысячах метрах. Два года спустя на чемпионате мира в югославском Яйце, на котором также разыгрывалось европейское первенство, одержал победу в двойках и четвёрках на десяти километрах. Ещё через два года побывал на чемпионате Европы в Бухаресте, откуда привёз награды бронзового и золотого достоинства, выигранные в зачёте двухместных байдарок на дистанциях 1000 и 10000 метров соответственно.
В 1966 году на чемпионате мира в Восточном Берлине на десяти километрах одержал победу в двойках и стал серебряным призёром в четвёрках. Последний раз показал значимый результат на международной арене в сезоне 1967 года, когда на европейском первенстве в Дуйсбурге завоевал золотую медаль среди байдарок-двоек на дистанции в 10 км. Вскоре по окончании этих соревнований принял решение завершить спортивную карьеру, уступив место в сборной молодым венгерским гребцам.